# نيون هيتش
نيون هيتش (بالإنجليزية: Neon Hitch) هي مغنية وكاتبة أغاني إنجليزية ولدت في يوم 25 مايو 1986 في مدينة لندن عاصمة المملكة المتحدة، اكتشف مقدراتها الغنائية من موقع أي سبيس من قبل بيني بلانكو.

## روابط خارجية
- نيون هيتش على موقع IMDb (الإنجليزية)
- نيون هيتش على موقع ميوزك برينز (الإنجليزية)
- نيون هيتش على موقع أول ميوزيك (الإنجليزية)
- نيون هيتش على موقع ديسكوغز (الإنجليزية)